# Rad-Weltcup 1992
Der Rad-Weltcup 1992 bestand aus 12 Eintagesrennen. Der Deutsche Olaf Ludwig gewann erstmals den Weltcup. In der Mannschaftswertung siegte das Team Panasonic. 

## Rennen
| Datum       | Radrennen                | Sieger                  |
| ----------- | ------------------------ | ----------------------- |
| 21. März    | Mailand-San Remo         | Sean Kelly              |
| 5. April    | Flandern-Rundfahrt       | Jacky Durand            |
| 12. April   | Paris–Roubaix            | Gilbert Duclos-Lassalle |
| 19. April   | Lüttich–Bastogne–Lüttich | Dirk De Wolf            |
| 25. April   | Amstel Gold Race         | Olaf Ludwig             |
| 8. August   | Clásica San Sebastián    | Raúl Alcala             |
| 16. August  | Wincanton Classic        | Massimo Ghirotti        |
| 23. August  | Meisterschaft von Zürich | Wjatscheslaw Jekimow    |
| 4. Oktober  | Grand Prix Téléglobe     | Federico Echave         |
| 11. Oktober | Paris–Tours              | Hendrik Redant          |
| 17. Oktober | Lombardei-Rundfahrt      | Tony Rominger           |
| 24. Oktober | GP des Nations           | Johan Bruyneel          |

## Endstand
| Platz | Fahrer           | Punkte |
| ----- | ---------------- | ------ |
| 1.    | Olaf Ludwig      | 144    |
| 2.    | Tony Rominger    | 118    |
| 3.    | Davide Cassani   | 108    |
| 4.    | Raúl Alcala      | 92     |
| 5.    | Laurent Jalabert | 91     |